# Melksham
Melksham – miasto w Wielkiej Brytanii, w Anglii w hrabstwie Wiltshire, usytuowane nad rzeką Avon, 13 km na zachód od Devizes, 11 km na południe od Chippenham. Piąte pod względem wielkości miasto hrabstwa po Swindon, Salisbury, Chippenham i Trowbridge.

## Nazwa
Miasto przyjęło nazwę od staroangielskiego meolc oznaczającego mleko i ham - wieś, osada. 

## Masoneria
Miasto znane jest z działalności w jego historii loży masońskiej. Masoni pojawili się w Melksham w roku 1817, dokąd przeniesiono lożę Westbury. Pierwsze posiedzenie loży masońskiej miało miejsce dopiero 9 września 1829 roku z powodu niechęci mieszkańców miasta. 

## Osoby związane z miastem
- Camilla Parker Bowles posiada rezydencję na przedmieściach.
- Midge Ure, wokalista, członek zespołu Ultravox mieszka w sąsiedniej wsi Box.
- Gary Glitter z zespołem dał tu pierwszy koncert w swej karierze 15 lipca 1972.